# 1983
Cette page concerne l'année 1983 (MCMLXXXIII en chiffres romains) du calendrier grégorien.   Pour les articles homonymes, voir 1983 (homonymie).
L'année 1983 est une année commune qui commence un samedi.

## En bref
- 23 mars : annonce de l’Initiative de défense stratégique (IDS) par le président Ronald Reagan après le refus soviétique de l’option zéro dans la crise des euromissiles.
- 10 avril-17 novembre, guerre Iran-Irak : les quatre offensives iraniennes « Aurore » (Al-Fajr) menées sur le front nord ne donnent pas de résultats.
- 16 mai : reprise de la guerre civile soudanaise.
- 23 juillet : début d’une guerre civile du Sri Lanka.
- 4 août : coup d’État de Thomas Sankara en Haute-Volta.
- 1er septembre : un Boeing sud-coréen est abattu par la chasse soviétique croyant avoir affaire à un avion-espion américain dans son espace aérien, au large de l’île Sakhaline (269 morts).
- 3 septembre : au Liban, le retrait israélien de la région du Chouf provoque des combats meurtriers entre Druzes du Parti socialiste progressiste et chrétiens des Forces libanaises ( « guerre de la montagne »).
- 16 septembre : Arnold Schwarzenegger devient officiellement citoyen américain.
- 23 octobre : attentats de Beyrouth.
- 25 octobre : invasion de la Grenade.
- 10 décembre : Raúl Alfonsín restaure la démocratie en Argentine après la dictature militaire.

## Événements

### Afrique
- 8 janvier : création sous l’impulsion du Gabon du Centre international des civilisations bantu (CICIBA)[1].
- 11 janvier : en Haute-Volta, (actuel Burkina Faso), le « Comité du salut du peuple » (CSP) nomme Thomas Sankara Premier ministre. Considéré comme trop progressiste, il est limogé et mis aux arrêts le 17 mai par le président Jean-Baptiste Ouédraogo[2].
- 17 janvier : décret d’expulsion des immigrés clandestins au Nigeria. Environ un million et demi de personnes sont expulsées, dont 700 000 Ghanéens, 180 000 Nigériens, 150 000 Tchadiens, 120 000 Camerounais, 5 000 Togolais et 5 000 Béninois[3].
- 27 février : élections législatives et présidentielle au Sénégal, remportées par le Parti socialiste et le président sortant Abdou Diouf[4].
- 21 mars : Yamoussoukro, village natal du président ivoirien Félix Houphouët-Boigny, devient officiellement la capitale de la Côte d’Ivoire[5].
- 16 mai : 
  - visite de Guy Penne, conseiller de François Mitterrand en Haute-Volta. Le lendemain, le Premier ministre Thomas Sankara est arrêté[2].
  - la rébellion de la garnison de Bor est réprimée par l'armée soudanaise ; reprise de la guerre civile entre le Nord et le Sud au Soudan[6].
- 20 mai : 
  - l’attentat de Church Street à Pretoria, réalisée par Umkhonto we Sizwe, la branche militaire du Congrès national africain, cause la mort de 19 personnes et en blesse 217[7].
  - inauguration du Pont Matadi, construit par le Japon, sur le fleuve Congo[8].
- 29 mai : élections législatives camerounaises[9].
- 21 juin, Tchad : offensive du GUNT de Goukouni Oueddei, réfugié au Tibesti, contre le gouvernement d’Hissène Habré, soutenus par la Libye. Elle prend Faya-Largeau et Abéché, mais est repoussée par la réaction d’Hissène Habré. Kadhafi décide d’intervenir directement[10].
- 31 juillet : manifeste fondateur de l’Armée populaire de libération du Soudan de John Garang[6]
- 4 août : coup d’État en Haute-Volta ; le capitaine Thomas Sankara chasse le président Jean-Baptiste Ouédraogo et remet tous les pouvoirs au Comité National de la Révolution qu’il préside (fin en 1987)[2].
- 10 août : la France déclenche l’« opération Manta » au Tchad. Les troupes françaises interviennent dans le conflit tchado-libyen pour soutenir Hissène Habré[10].
- 27 août : Ahmadou Ahidjo, accusé de complot, quitte sous la pression la direction de l’Union nationale camerounaise, parti unique du Cameroun. Le Président Paul Biya le remplace en septembre[9]
- 9 septembre : instauration de la charia (loi islamique) au Soudan[11].
- 18 octobre : fondation de la Communauté économique des États de l’Afrique centrale (CEEAC)[6].
- 2 novembre : en Afrique du Sud, une nouvelle constitution est approuvée par référendum par un électorat exclusivement blanc. Elle accorde certains droits aux métis et aux Indiens avec l’établissement de Parlements séparés[12].
- 18 décembre : une émeute indépendantiste à Ziguinchor fait 25 morts et 260 arrestations ; début de la guérilla en Casamance[6].
- 27 décembre : des « émeutes du pain » éclatent en Tunisie[13].
- 31 décembre : le général Buhari renverse Shehu Shagari au Nigeria[14].

### Amérique
- 8 - 9 janvier : création du groupe de Contadora[15] ; le Mexique, le Venezuela, la Colombie et Panama décident d’entreprendre un effort de médiation destiné à ramener la paix dans l’isthme centraméricain. Ils reçoivent un large appui international (excepté des États-Unis) et sont rejoints à partir de 1985 par l’Argentine, le Pérou, le Brésil et l'Uruguay[16].
- 8 - 12 janvier : voyage-surprise du Premier ministre du Royaume-Uni Margaret Thatcher dans l’archipel des Malouines, qui vient d’être repris aux Argentins[17].
- 25 février, Pérou : la région d’Ayacucho est déclarée zone d’urgence et placée sous commandement militaire[18], sans que la paix y revienne pour autant. Le président Belaúnde Terry donne carte blanche à l’armée pour réprimer la guérilla, ce qui se traduit par une augmentation des violations des droits de l’homme.
- 8 mars : discours de Ronald Reagan qualifiant l’Union soviétique d’« empire du Mal »[19].
- 23 mars : le président Ronald Reagan annonce l’Initiative de défense stratégique (IDS)[19].
- 24 mars : signature à Carthagène, Colombie, de la Convention pour la Protection et le Développement de l’Environnement marin de la région de la Grande Caraïbe, dite Convention de Carthagène, seul traité environnemental régional obligatoire[20].
- 26 mars, Nicaragua : le village de Rancho Grande est attaqué par la contras, parmi les 70 morts se trouve le docteur Pierre Grosjean, médecin-chercheur français, au Nicaragua depuis six mois. Cinq étudiants actifs dans le programme sandiniste d’alphabétisation sont également assassinés le 5 mars[21]. De décembre 1981 à novembre 1984, le régime socialiste du Nicaragua est en proie à des incursions de guérilleros, les « Contras », venus du Honduras et soutenus par la CIA[22].

- 31 mars, Brésil : première manifestation Diretas Já ! à Abreu e Lima au Pernambouc[24].
- 27 avril : Ronald Reagan fait voter au Congrès des États-Unis une assistance militaire accrue au Salvador et incite les Salvadoriens à avancer la date de la présidentielle[25].

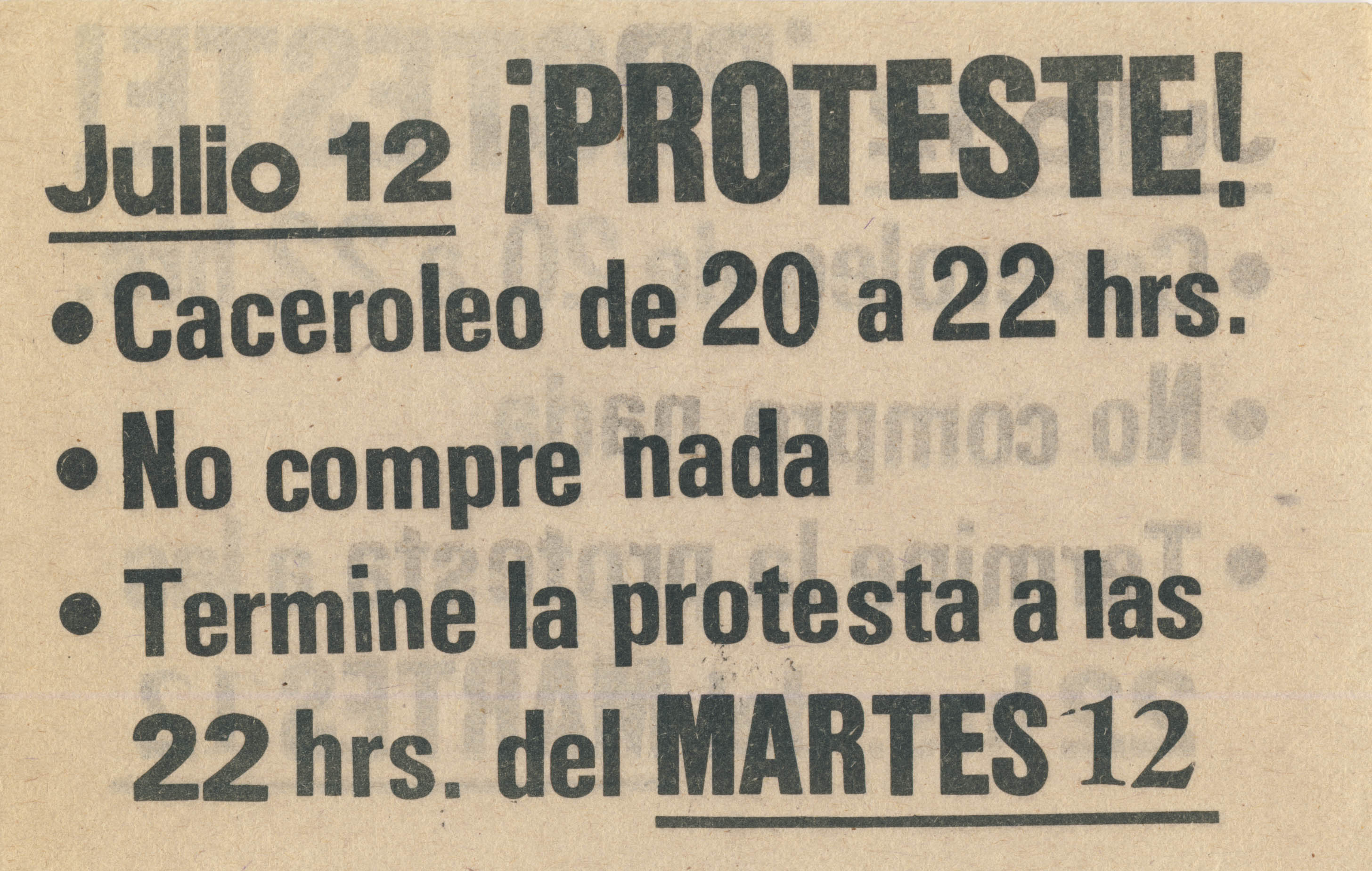
Tract appelant à participer à la troisième protestation nationale au Chili le 12 juillet.

- 11 mai : manifestations, concerts de casseroles ou protestas contre le pouvoir organisés au Chili (11 mai, 14 juin, 12 juillet, 11 août et 8 septembre, manifestations les 5, 11 et 21 octobre)[26].
- 28-30 mai : sommet du G-7 à Williamsburg, en Virginie[27].
- 17 juillet : les chefs d’État du groupe de Contadora publient la déclaration de Cancún sur la paix en Amérique latine[16].
- 10 août, Chili : Augusto Pinochet nomme un civil conservateur, Sergio Onofre Jarpa, au ministère de l’Intérieur avec mission d’établir un dialogue avec l’opposition[23].
- 5-9 septembre : conférence de l’OEA à Caracas[28]. Le président équatorien Osvaldo Hurtado attire l’attention de la CEPAL sur les conséquences sociales et politiques de la crise de la dette. Une première conférence se tient à Caracas sous l’égide de l’OEA avant la conférence économique latino-américaine de Quito de janvier 1984[23].
- 16 septembre : Arnold Schwarzenegger obtient définitivement la nationalité Américaine après avoir passé quinze ans aux États-Unis.
- 19 septembre : indépendance de Saint-Christophe-et-Niévès[29].
- octobre : Un coup d’État militaire au Guatemala porte au pouvoir le général Oscar Mejía Víctores. Avec l’aide de Washington, le nouveau régime promet d'intensifier la lutte contre le communisme. La répression s'accentue. Les victimes sont pour la plupart des indigènes, majoritaires dans les campagnes où sévissent les forces armées qui cherchent à anéantir les guérillas, très souvent rurales, et leurs soutiens[30].

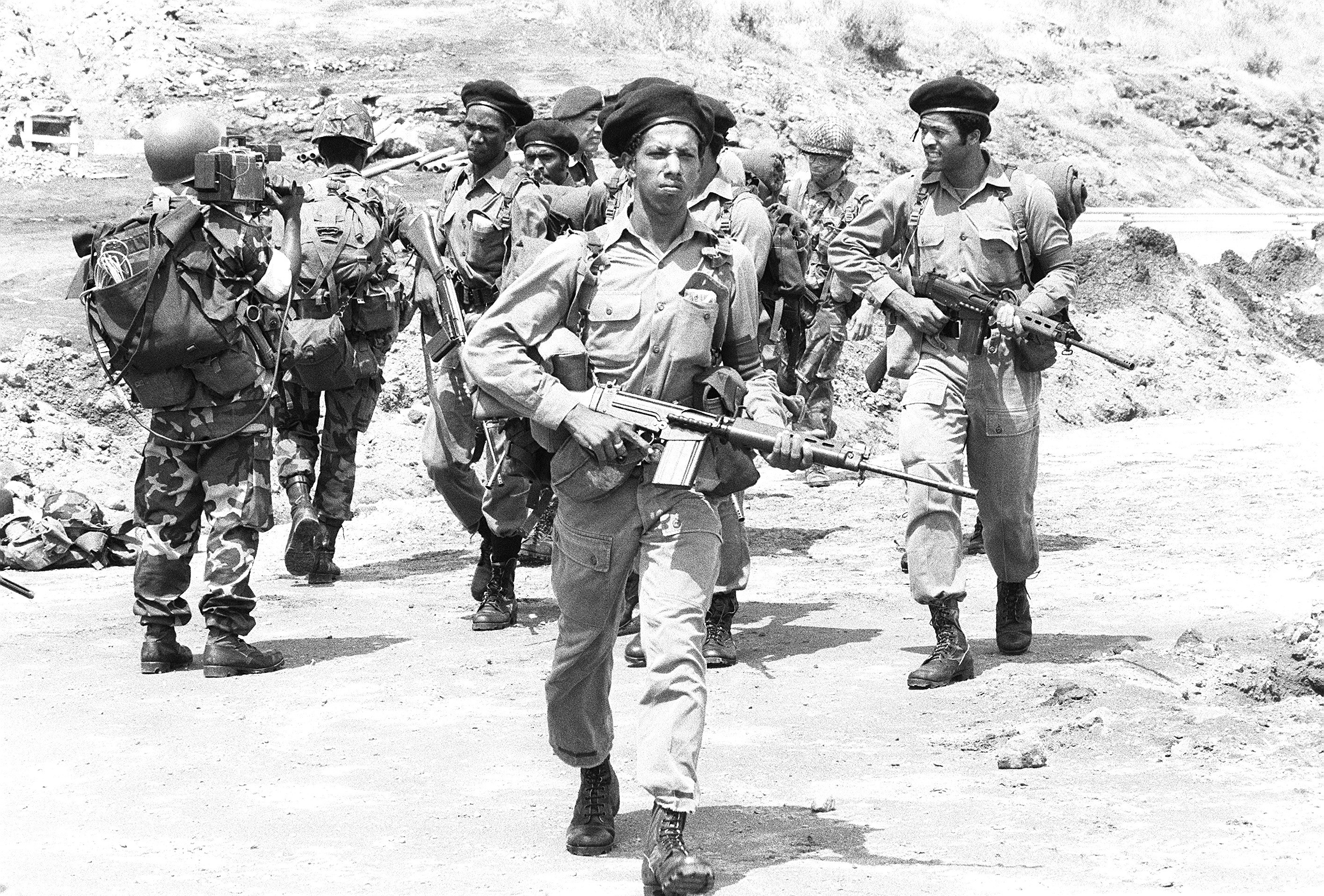
25 octobre : invasion de la Grenade.

- 19 - 25 octobre : Maurice Bishop, chef du Gouvernement révolutionnaire populaire de la Grenade, est tué le 19 octobre à la suite d’un putsch interne à son parti ; un conseil militaire prend le pouvoir. Les États-Unis, avec l’aide de divers États de la Caraïbe, organisent le 25 un débarquement à la Grenade[31]. L’intervention est condamnée par l’Assemblée générale des Nations unies.

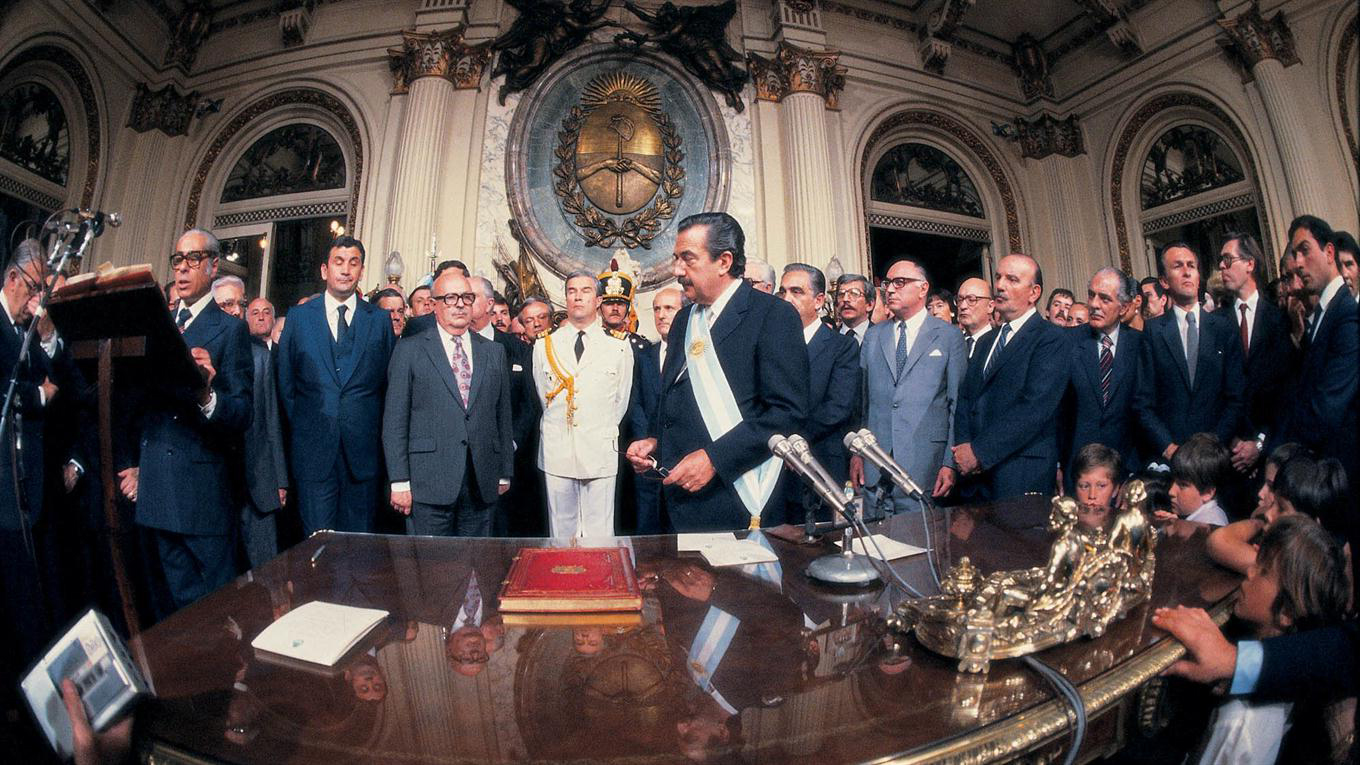
10 décembre : investiture de Raúl Alfonsín.

- 30 octobre : en Argentine, le radical Raúl Alfonsín est élu président avec 51,74 % des suffrages[32]. Investi le 10 décembre, il restaure la démocratie après la dictature de Videla[33]. Il adopte une attitude raisonnable face aux militaires, choisissant de dire la vérité sur la « sale guerre » et de rendre justice, sans esprit de vengeance et sans attaquer l’institution militaire. Il souhaite que soient jugés sévèrement les anciens dirigeants des trois juntes mais que l’on fasse preuve d’indulgence vis-à-vis des exécutants[23]. Le 13 décembre, il abroge le décret d’amnistie des militaires et crée une Commission nationale sur la disparition des personnes (CONADEP) et en confie la direction à l’écrivain Ernesto Sábato[34].
- 18 novembre, Chili : une manifestation unitaire de toute l’opposition rassemble plus d’un demi million de personnes à Santiago du Chili[23].
- 15 décembre : le Parti travailliste de Jamaïque remporte les élections législatives anticipées, boycottées par le principal parti d’opposition, le Parti national du peuple[35].

### Asie et Pacifique
- 1er janvier : entrée en vigueur du Closer Economic Relations, accord de libre-échange entre la Nouvelle-Zélande et l’Australie[36].
- 5 janvier, Inde : le Parti du Congrès perd les élections régionales en Andhra Pradesh face au Telugu Desam Party (en) dont le leader, N. T. Rama Rao devient chef du gouvernement local[37]. Indira Gandhi parvient à faire chuter le gouvernement en convainquant un ministre de rallier le Congrès. Cette manipulation provoque un tel tollé que New Delhi doit reculer. Indira rejette toute la responsabilité de l’affaire sur le gouvernement. Au Cachemire, Indira met en place un scénario similaire et provoque ainsi le basculement de l’État dans la violence[38].
- 16 février : les incendies du Mercredi des Cendres ravagent le sud-est de l’Australie[39].
- 23 février : la restauration du temple bouddhique de Borobudur (Java), commencée en 1966, est achevée et le site est rouvert au public[40].
- 5 mars : victoire du Parti travailliste aux élections fédérales australiennes[41].
- 18 avril : élections en Thaïlande. Gouvernement de coalition du général Prem Tinsulanonda[42].
- 23 juillet : treize soldats sont tués dans une embuscade par des membres des Tigres du LTTE à la suite de l’assassinat et au viol de jeunes étudiantes tamoules. Des pogroms ont lieu en représailles à Colombo contre la communauté tamoule du 24 au 5 août[43] ; début d’une guerre civile du Sri Lanka menée par des mouvements séparatistes Tamouls (Eelam Tamoul, Tigres). Les Tigres (LTTE) passent à l’action terroriste, ce qui déclenche des affrontements entre Tamouls et Cingalais.
- 3 août : amendement constitutionnel en Malaisie[44]. Mahathir Mohamad, après s’être opposé par deux fois aux sultans héréditaires réussit à faire accepter au Yang di-Pertuan Agong et au Conseil des souverains une limitation de leur droit de veto[45].
- 21 août : aux Philippines, le chef de l’opposition Benigno Aquino est assassiné à l’aéroport de Manille à son retour d’exil[46].
- 1er septembre : le vol 007 Korean Air Lines est abattu par un chasseur soviétique à l’ouest de l’île de Sakhaline[47].
- 6 octobre : president’s rule est proclamé au Pendjab (fin de 29 septembre 1985)[48]. Les Sikhs, qui forment 52 % de la population de l’État indien, sont victimes d’une hausse importante du chômage. L’Akali Dal, issu d’une secte sikhe extrémiste qui veut instaurer une théocratie, voit son audience croître. Indira Gandhi décide de diviser l’Akali Dal en promouvant la faction extrémiste du nationalisme Sikh, dirigée par Sant Jarnail Singh Bhindranwalé, qui réclame la création d’un État sikh, le Khalistan. Le cycle violence/répression a fait 10 000 morts depuis le début des années 1980. L’Akali Dal présente de nouvelles revendications au gouvernement central, dont le refus favorise le mouvement de Bhindranwalé, qui installe sa milice près du Temple d’Or à Amritsar. Le 5 octobre, tous les passagers hindous d’un car sont massacrés et le lendemain le president’s rule est proclamé dans le Pendjab. Bhindranwalé, bien qu’il ne soit pas inculpé, décide de se réfugier en arme dans l’enceinte sacrée du Temple d’Or. L’Akali Dal tente en vain de reprendre le contrôle de la situation[38].
- 2 novembre : élections législatives vanuataises[49].

### Proche-Orient
- 6 - 11 février, guerre Iran-Irak : échec d’une offensive iranienne en Irak (« Prélude ») au sud dans le district de Musian[50].
- 8 février : le rapport de la commission d’enquête Kahane entraîne la démission d’Ariel Sharon le 11 février[51].
- 14-22 février : réunion à Alger de la seizième session du Conseil national palestinien ; Yasser Arafat, réélu à la tête de l’OLP, adopte une ligne combinant lutte armée et action politique. Il appelle à former une confédération avec la Jordanie et réitère le rejet des accords de Camp David[51].
- 21 mars : l’Iran déclenche une offensive contre la rébellion des Peshmerga retranchés dans la zone entre Sardasht, Baneh et Bukan au Kurdistan iranien ; le leader du PDKI Abdul Rahman Ghassemlou se réfugie en Irak[52],[50].
- 10-17 avril, guerre Iran-Irak : offensive iranienne au sud de l’Irak dans la région de Fakkeh (« Aurore 1 ») ; l’Irak réplique en bombardant Dezfoul, Andimeshk et Shush[50].

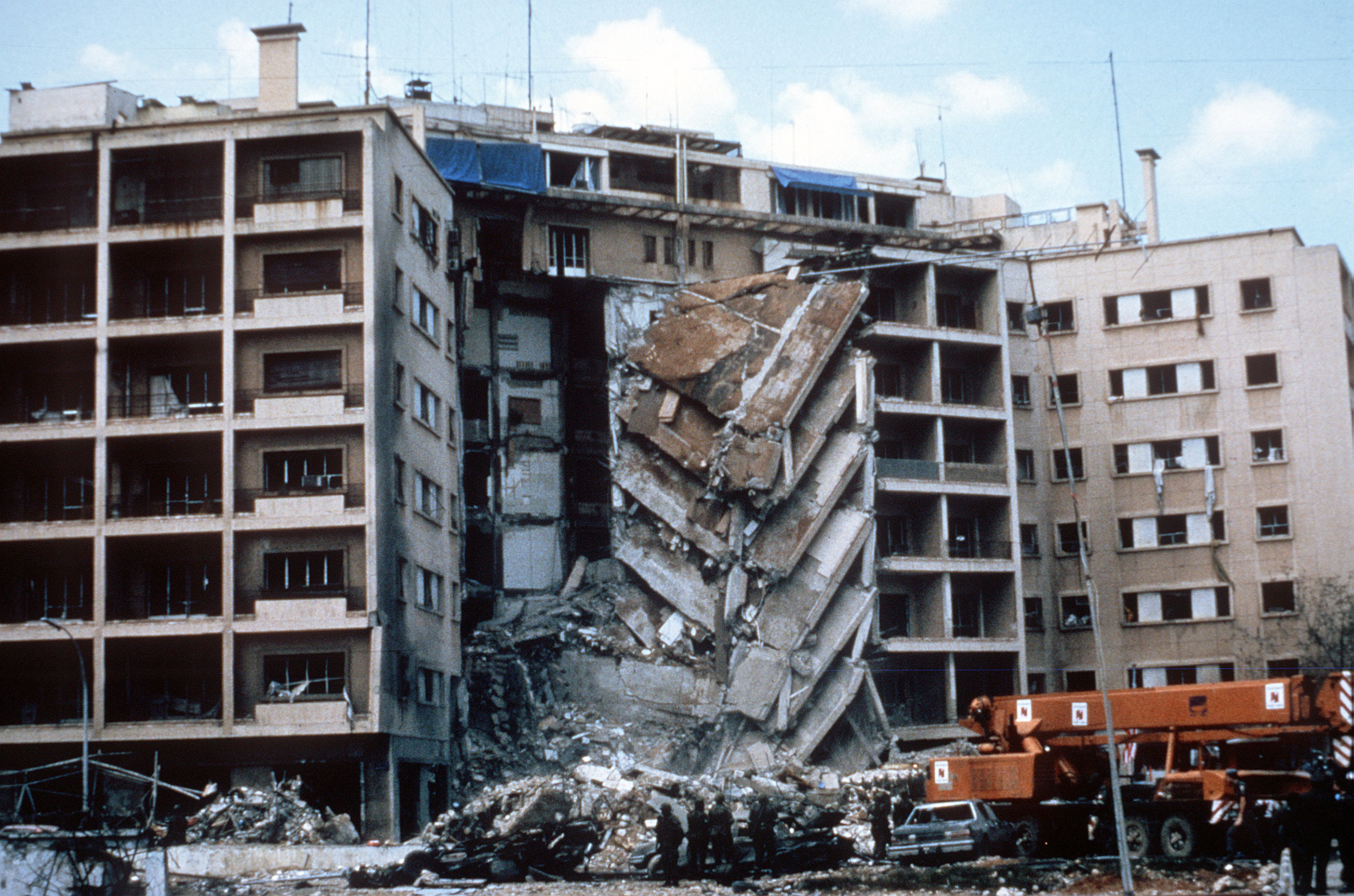
18 avril : attaque contre l’ambassade américaine à Beyrouth.

- 18 avril, Liban : attaque contre l’ambassade américaine à Beyrouth, revendiquée par l’Organisation du Jihad islamique. Bilan : 63 morts, dont 17 Américains et 120 blessés[51].
- 17 mai : accord de paix entre le Liban et Israël. Il se fonde sur le modèle du traité avec l’Égypte, mais ne peut être appliqué en raison de l’occupation du Liban par les troupes syriennes[51]. Le gouvernement libanais le dénoncera l’année suivante. La force multinationale assure le retrait de l’armée israélienne de Beyrouth, effectif le 26 septembre.
- 25 mai, guerre Iran-Irak : le Ministre des Affaires étrangères irakien Tarek Aziz propose sans succès l’arrêt bilatéral des bombardements contre les populations civiles[50].
- 7 juin : à l’occasion du Ramadan, l’Irak propose un cessez-le-feu que l’Iran refuse[53].
- 24 juin : Yasser Arafat est expulsé de Damas ; rupture entre la Syrie et l’OLP[54].
- 20 juillet : le ministre des Affaires étrangères irakien Tarek Aziz annonce que l’Irak va intensifier ses attaques contre les installations pétrolières en Iran[55].
- 20-30 juillet, guerre Iran-Irak : offensive « Aurore » II[50]. Les Iraniens ouvrent un nouveau front au Kurdistan irakien, connu sous le nom de « front nord », point faible de l’Irak malgré le soutien turc. Ils avancent de 14,5 km vers Rawanduz et prennent Haj Omran, puis sont repoussés[53].
- 30-10 août, guerre Iran-Irak : l’offensive « Aurore III » entre Mehran et Dehloran sur le front central est repoussée[50].
- 28 août : démission de Menahem Begin, premier ministre israélien[51].
- 3-4 septembre : le retrait israélien sans préparation de la région du Chouf et de Aley provoque le début des hostilités entre Druzes du Parti socialiste progressiste et chrétiens des Forces libanaises[56]. La « guerre de la montagne » a un lourd bilan : 1 700 morts, 130 000 déplacés, 10 000 blessés[57]. L’amitié entre Israël et les maronites en est menacée. Les druzes marchent sur Beyrouth. L’armée libanaise, commandée par le colonel Michel Aoun, parvient à arrêter l’offensive druze sur Beyrouth[58].
- 16 septembre : Yasser Arafat rejoint ses partisans assiégés à Tripoli[54].
- 19-26 septembre : victoire de l’armée libanaise commandée par le colonel Michel Aoun et appuyée par la marine américaine sur les forces coalisées palestiniennes et du Parti socialiste progressiste (PSP) appuyées par l’armée syrienne à la bataille de Souk El Gharb[59].
- 25 septembre : un cessez-le-feu est signé entre l’armée libanaise et les Druzes[57].
- 10 octobre : Yitzhak Shamir devient Premier ministre d’Israël[60].
- 20 octobre-17 novembre, guerre Iran-Irak : offensive iranienne « Aurore IV » au Kurdistan irakien ; prise de Penjwin[50].

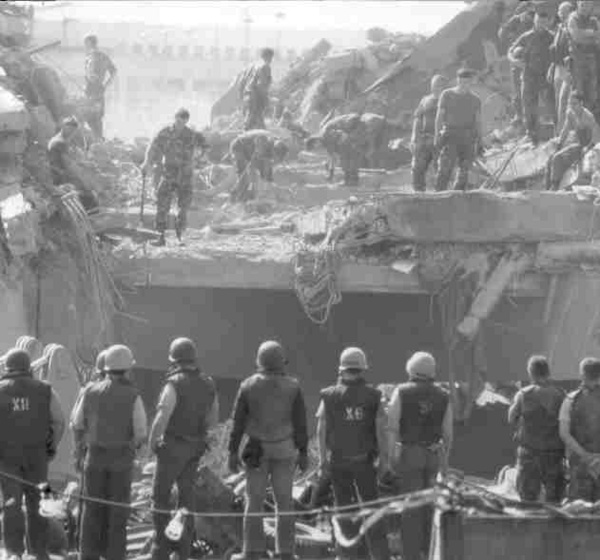
23 octobre : attentats de Beyrouth.

- 23 octobre : double attentat à Beyrouth contre la Force multinationale de sécurité. Explosions simultanées de deux camions piégés devant les casernes des « marines » américains et de l’armée française à Beyrouth, (Liban). Bilan : 241 marines américains et 61 parachutistes français de la Force multinationale sont tués[59].
- 30 octobre: un tremblement de terre de magnitude 6,9 fait 1 342 victimes dans la région Erzurum-Kars en Turquie[61].
- 31 octobre-4 novembre : une conférence de réconciliation nationale au Liban a lieu à Genève. Les responsables politiques demandent un retrait prioritaire d’Israël, ce que refusent les Forces libanaises. En novembre, les combats reprennent[57].
- 20 décembre : Yasser Arafat et 4 000 de ses fedayin, assiégés à Tripoli (Liban) lors de la bataille de Tripoli par les Syriens et des Palestiniens pro-syriens, sont évacués sous protection française[54].
- 21 décembre : attentat au camion piégé contre le poste de commandement du 3e régiment de parachutistes d’infanterie de marine l’armée française, à Beyrouth au Liban. Bilan : seize civils et un soldat français tué, et 24 civils et seize parachutistes blessés[62].

### Europe
- 5-6 janvier : le sommet des pays du Pacte de Varsovie réuni à Prague propose à l’OTAN la conclusion d’un traité sur le non-recours réciproque à la force[63].
- 19 janvier : voyage de Andreï Gromyko à Bonn[64] ; il refuse l’option zéro dans la crise des euromissiles[65].
- 20 janvier : discours de François Mitterrand au sommet franco-allemand à Bonn ; « Les missiles sont à l’Est et les pacifistes à l’Ouest »[19]. Il approuve le déploiement des missiles Pershing américains.
- 4 février : dissolution de l’Assemblée de la République au Portugal[66].
- 25 février : statut d’autonomie des îles Baléares, l’Estrémadure, de la Communauté de Madrid et de Castille-et-León[67].
- 6 mars : victoire du CDU/CSU aux élections fédérales allemandes[68].
- 6-7 avril : la première table ronde des industriels européens se réunit à Paris[69].
- 23 avril : élections législatives islandaises[70].
- 24 avril : le Parti social-démocrate remporte les élections législatives autrichiennes devant l’ÖVP mais perd la majorité absolue. Bruno Kreisky démissionne et Fred Sinowatz forme un  gouvernement de coalition[71].
- 25 avril : le PS remporte les législatives anticipées au Portugal (36,12 % et 101 sièges sur 250)[66].
- 9 juin : 
  - Mário Soares, Premier ministre socialiste, forme un gouvernement portugais de « grande coalition » avec les conservateurs (fin en 1985)[72].
  - Royaume-Uni : triomphe électoral du parti conservateur avec une majorité de 144 sièges grâce à la division de ses adversaires[73].
- 11 juin : remaniement ministériel au Royaume-Uni ; le monétariste Nigel Lawson devient chancelier de l’Échiquier (fin en 1989)[73]. Cependant, l’expérience monétariste tourne court dès 1985. La politique des taux d’intérêt tend à contrôler non plus la masse monétaire, mais le taux de change[74].
- 26 juin : élections générales italiennes[75].
- 9-31 juillet : canicule en Italie et dans le Sud-Est de la France[76].
- 15 juillet : attentat de l’aéroport d’Orly revendiqué par l’ASALA. Une bombe explose devant les guichets des Turkish Airlines et cause huit morts et une soixantaine de blessés[77].
- 22 juillet : l’état de guerre est annulé en Pologne après un voyage du pape couronné de succès (16-23 juin)[78]. Manifestations et arrestations se multiplient. Solidarité devient un mouvement d’opposition clandestin, soutenu par l’Église catholique.
- 6 septembre : fin de la CSCE à Madrid[79].
- 25 septembre : 38 prisonniers de l’IRA s’évadent de la prison de Maze en Irlande du Nord[80].
- 26 septembre : Stanislav Petrov, un officier soviétique responsable de la surveillance du territoire, détecte une fausse alerte nucléaire dans un centre de commandement et évite une riposte contre les États-Unis[81].

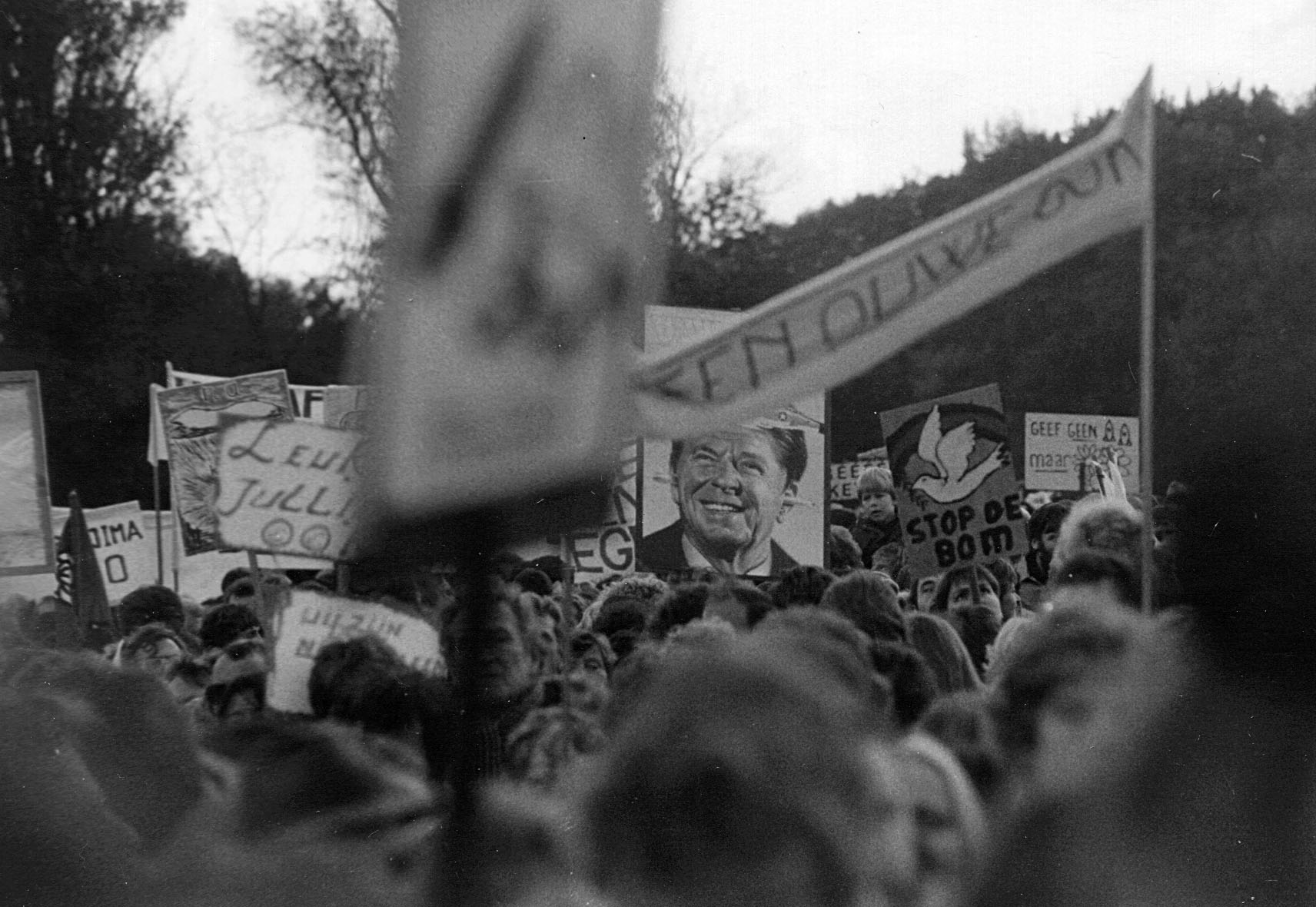
29 octobre : manifestation pacifiste à La Haye, Pays-Bas pendant la Crise des euromissiles.

- 2 octobre : Neil Kinnock prend la tête du parti travailliste du Royaume-Uni[82].
- 5 octobre : Lech Wałęsa obtient le prix Nobel de la Paix ; il ne peut se rendre à la cérémonie[78].
- 15-22 octobre : semaine de manifestations pacifistes en Allemagne de l’Ouest[83].
- 23 octobre : élections fédérales suisses[84].
- 2 - 11 novembre : exercice Able Archer 83 des postes de commandement de l’OTAN afin de s’entraîner aux procédures de commandement, notamment lors du passage d’une guerre conventionnelle à l’utilisation de frappes nucléaires[19]
- 8-9 novembre : tremblement de terre à Liège[85] (Belgique) avec une magnitude de 5 sur l’échelle de Richter.
- 15 novembre : proclamation de la république turque de Chypre du Nord. Elle n’est reconnue que par la Turquie[86].
- 23 novembre :
  - déploiement des premiers Pershing en Allemagne et au Royaume-Uni[87]. En décembre, 108 Pershing II et 464 missiles de croisière américains Gryphon sont mis en place en Italie, au Royaume-Uni, en Belgique, aux Pays-Bas et en RFA pour rééquilibrer les forces en Europe[88].
  - loi d’usage et d’enseignement du valencien[89].
- 30 novembre : décret-loi 8/1983 de reconversion et réindustrialisation en Espagne[90].
- 8 décembre : suspension par les soviétiques des négociations START à Genève[19].
- 15 décembre : retrait des pays du pacte de Varsovie des négociations sur la réduction mutuelle et l’équilibre des forces en Europe MBFR (en) de Vienne[19].
- 17 décembre : un attentat de l’IRA provisoire à Harrods (Londres) fait 5 morts et 81 blessés[91].
- 20 décembre : rencontre entre François Mitterrand et Felipe González. Elle ouvre la coopération entre les gouvernements français et espagnol pour le problème Basque qui permet l’extradition de réfugiés basques par la France le 24 septembre 1984[92].

## Décès en 1983

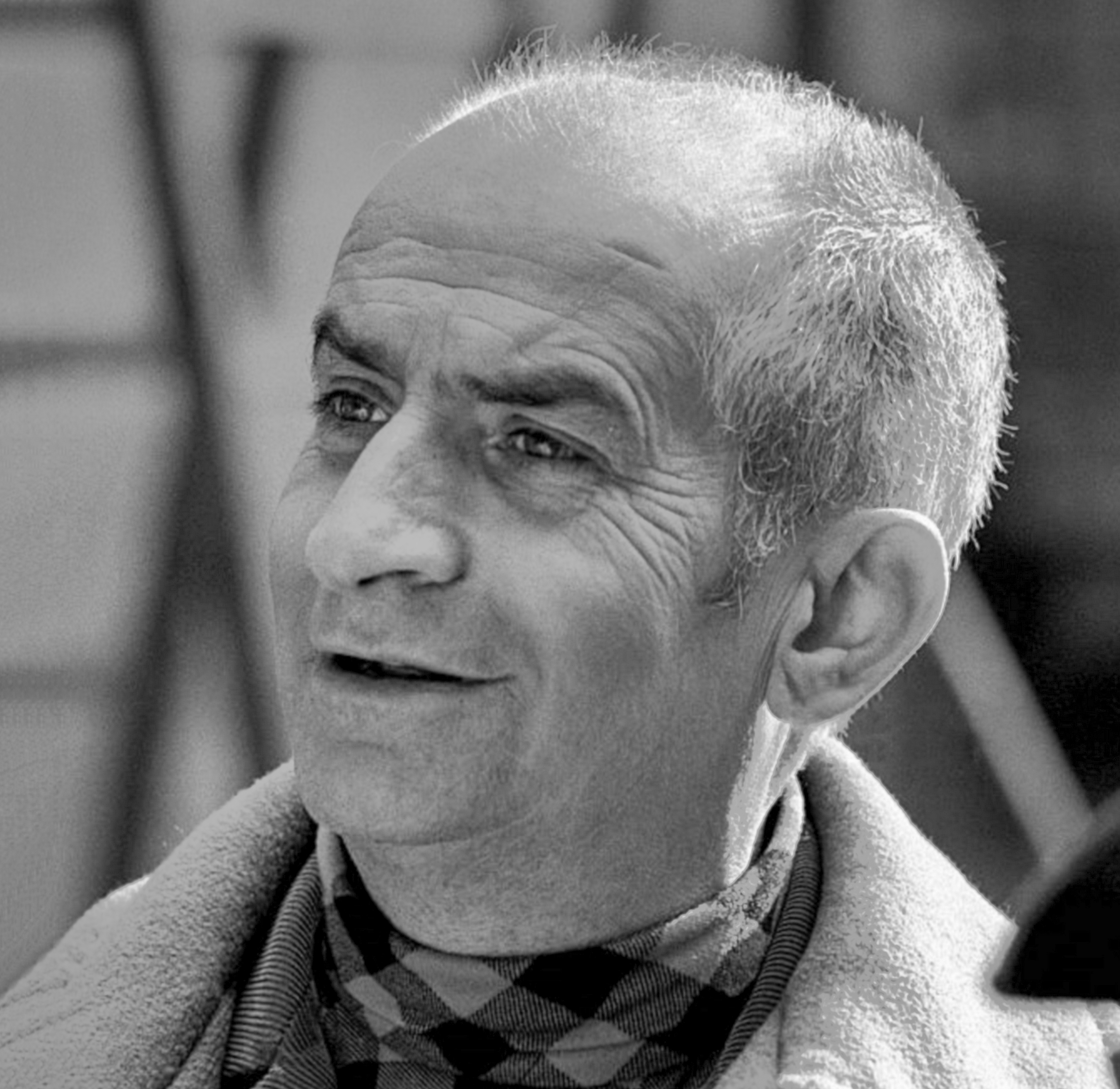
Louis de Funès.

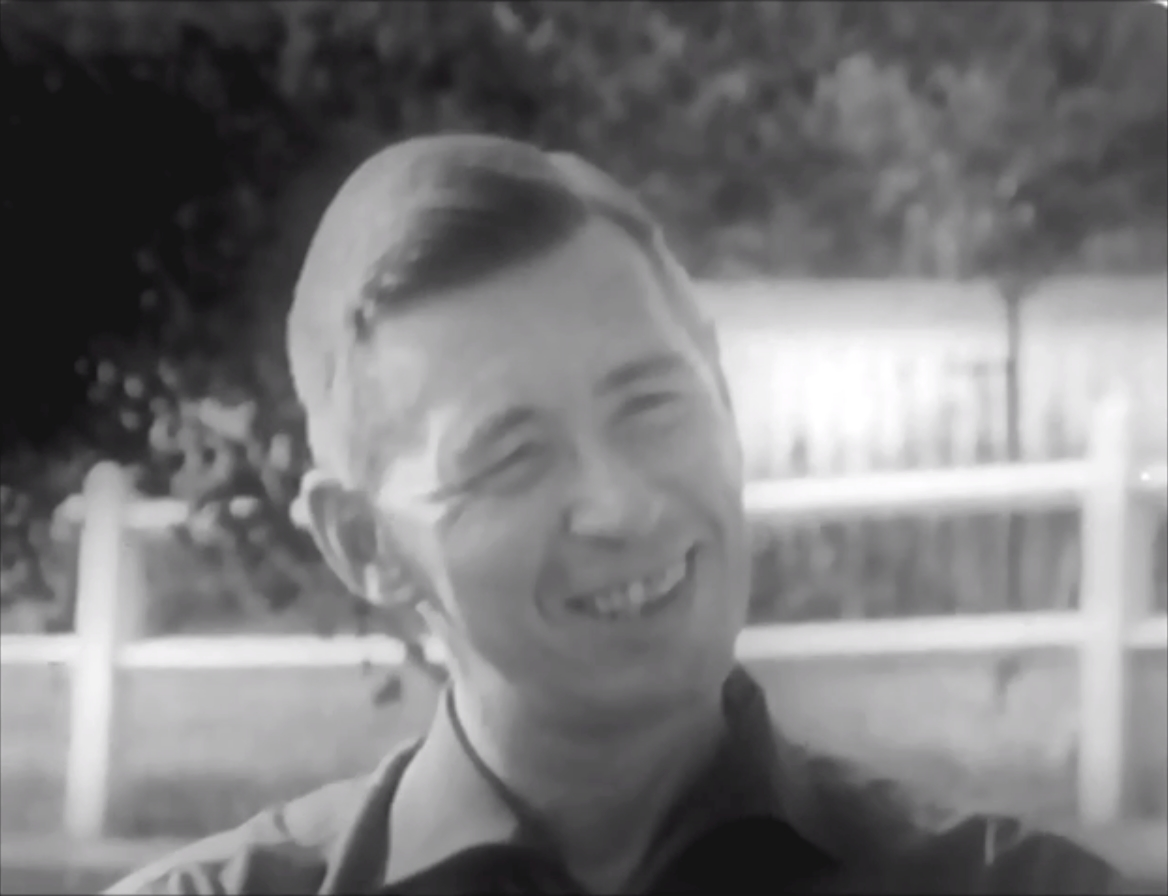
Hergé

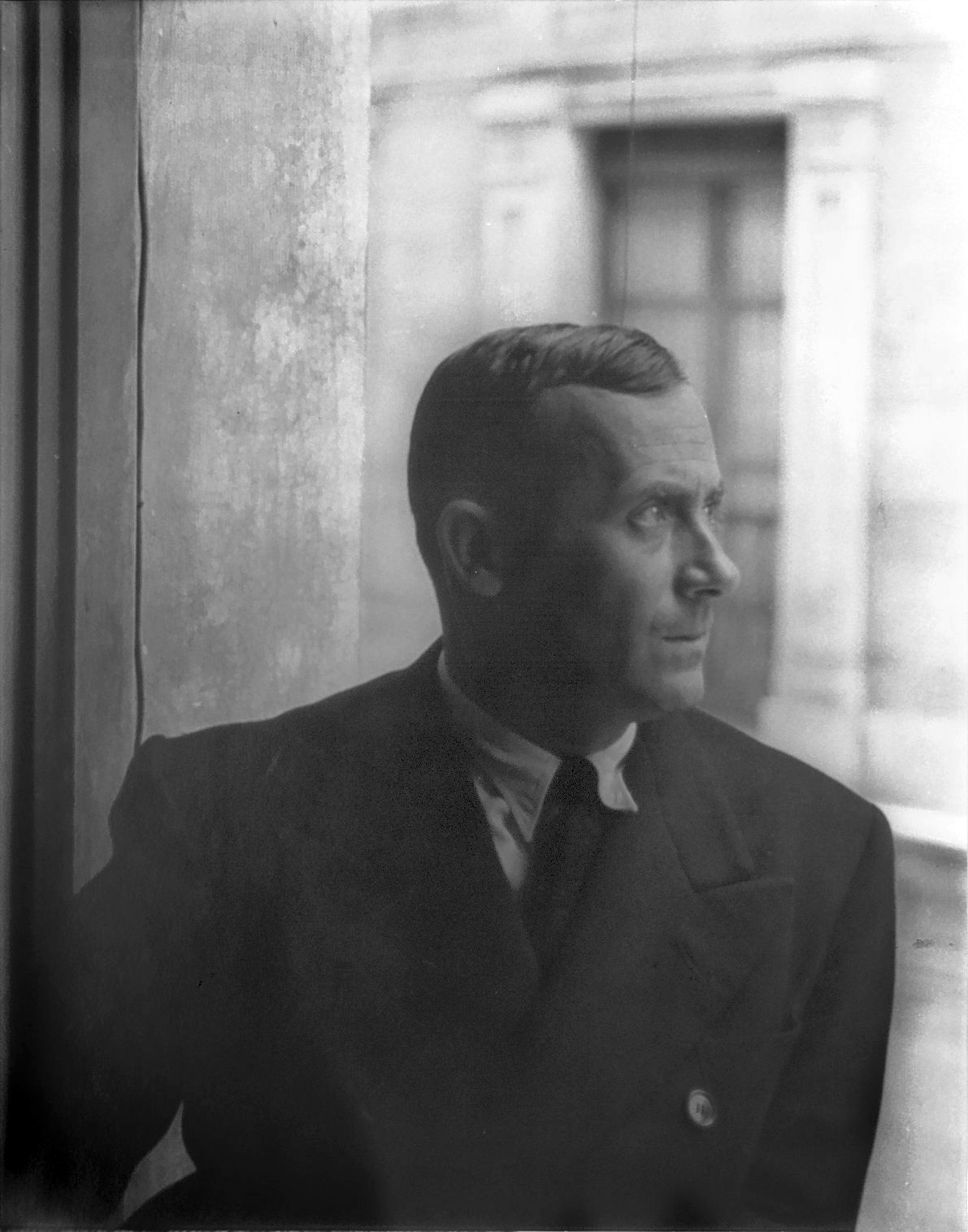
Joan Miró

Personnalités majeures décédées en 1983
- 24 janvier : George Cukor (cinéaste américain)
- 26 janvier : Georges Bidault (homme politique français)
- 27 janvier : Louis de Funès (acteur français)
- 25 février : Tennessee Williams (écrivain américain)
- 1 mars : Arthur Koestler (écrivain hongrois naturalisé britannique)
- 3 mars : Hergé (dessinateur et scénariste belge de bandes dessinées)
- 13 mars : Louison Bobet (coureur cycliste français)
- 30 avril : George Balanchine (chorégraphe russe naturalisé américain)
- 29 juillet : Luis Buñuel (cinéaste espagnol naturalisé mexicain)
- 25 septembre : Léopold III (roi des belges de 1934 à 1951)
- 26 septembre : Tino Rossi (chanteur français)
- 17 octobre : Raymond Aron (philosophe et sociologue français)
- 25 décembre : Joan Miró (peintre, graveur et sculpteur espagnol)